# Gayton (Staffordshire)
Pour les articles homonymes, voir Gayton.
Gayton est un village et une paroisse civile du Staffordshire, en Angleterre.